# Piaractus brachypomus
La cachama roja, morocó o pacú panza roja (Piaractus brachypomus), también llamada pacú blanco, mbiraí, pirapitinga, tambaquí o pez chato, es un pez de la familia Serrasalmidae originario de la Amazonia. Es de color plateado y aletas rojizas. Alcanza 88 cm de longitud y 20 kg de peso. Prolifera en aguas con temperaturas entre 23 y 27°C.
Los jóvenes se encuentran solamente en aguas negras bajas, pero los adultos nadan a lo largo de los ríos, especialmente los bosques inundados durante la estación de lluvias. Las hembras ponen los huevos, que son fertilizados posteriormente por sus contrapartes masculinas; la pareja abandona los huevos. Se alimenta de plantas caídas, frutos, larvas e insectos. 
La carne de la cachama roja es muy apreciada y actualmente se cría la especie en estanques.